# Unexpected Help
Unexpected Help è un cortometraggio del 1910 diretto da David W. Griffith. Prodotto e distribuito dalla Biograph Company, il film - girato in California - uscì nelle sale cinematografiche statunitensi il 28 luglio 1910.